# Et si tu n’existais pas
«Et si tu n’existais pas» (с фр. — «Если б не было тебя…») — песня Джо Дассена. Это первый трек на альбоме Joe Dassin (Le Costume blanc). Стихи Пьера Деланоэ, Клода Лемеля и Вито Паллавичини, музыка Тото Кутуньо и Паскуале Лозито.

## История написания
Песня была написана Тото Кутуньо специально для Джо Дассена. Самым сложным для соавторов Дассена — Лемеля и Деланоэ стало написание лирики. Главной строчкой песни должно было стать: «Если б не было любви…». Но тут поэты стали перед дилеммой: оказалось, что если в мире нет любви, то и писать не о чем. Но когда они поменяли всего одно слово — текст сдвинулся с мёртвой точки.
Это одна из самых известных песен певца.
Была переведена на русский язык и снискала большую популярность у советских и впоследствии российских исполнителей.

## Чарты
| Чарт (1976)                    | Наив. поз. |
| ------------------------------ | ---------- |
| Бельгия/Фландрия (Ultratop 50) | 16         |
| Бельгия/Валлония (Ultratop 50) | 12         |
| Франция (SNEP)                 | 1          |

| Чарт (2010)                                | Наив. поз. |
| ------------------------------------------ | ---------- |
| Бельгия (Back Catalogue Singles, Фландрия) | 19         |
| Бельгия (Back Catalogue Singles, Валлония) | 8          |